# Il guardiano del frutteto
Il guardiano del frutteto (titolo originale The Orchard Keeper) è il primo romanzo dello scrittore statunitense Cormac McCarthy, pubblicato dalla casa editrice Random House il 1º giugno 1965. L'edizione italiana è stata pubblicata da Einaudi nel 2002 nella collana Supercoralli, con traduzione dall'inglese di Silvia Pareschi.

## Trama
Il romanzo si colloca negli anni del proibizionismo a cavallo dei due conflitti mondiali, e si interessa di descrivere i cambiamenti sociali e geografici di una piccola borgata del Tennessee, Red Branch, vicino a Knoxville, approfondendo in particolare (e in modo solo apparentemente casuale), le vicende personali di tre personaggi, inconsapevoli di essere legati tra loro dalla morte misteriosa di un quarto personaggio, Kenneth Rattner. Mentre i rapporti tra i tre personaggi si fanno sempre più stretti, il destino di ciascuno di loro si porta a compimento, ma nessuno scoprirà mai l'oscuro ed ineffabile legame che collega le loro esistenze.

## Personaggi
John Wesley RattnerÈ il figlio dello scomparso e poco raccomandabile Kenneth Rattner; al contrario del padre, il ragazzo, che ha circa quattordici anni all'inizio della vicenda e di cui non viene mai fornita una descrizione fisica, si rivela persona di sani principi. Le sue vicissitudini vengono descritte dall'autore con amorevole partecipazione. Rimasto solo con la madre, alle cui attenzioni si sottrae spinto dal desiderio di conoscere ed esplorare il mondo che lo circonda e da pulsioni di autonomia e indipendenza, vive avventure spesso anche pericolose a diretto contatto con la natura, fino a costruirsi nuove amicizie che gli offrono l'occasione di maturare e di dimostrare il suo carattere solidamente leale.
Marion SylderÈ un fuorilegge e contrabbandiere. Nella prima parte del romanzo, dopo aver cercato invano di fare fortuna altrove, torna alla borgata montana e qui giunto uccide per autodifesa uno sconosciuto che ha cercato di tramortirlo e di derubarlo. Nasconde il cadavere in un luogo segreto sulla montagna senza sapere che la vittima è Kenneth, il padre di John Wesley. In seguito, sempre all'oscuro di tutto questo e in modo casuale, diventa molto amico del ragazzo: John lo ha aiutato a salvarsi dalle conseguenze di un grave incidente d'auto di cui è rimasto vittima. Marion è sposato, ma la sua relazione matrimoniale non viene mai approfondita nel romanzo.
Arthur OwnbySempre descritto come il "Vecchio" o "Zio Ather", è un eremita dal carattere ombroso e scostante, che vive sulle montagne con la sola compagnia di un cane. L'uomo è semplicemente incapace di adattarsi al progresso. Proprio nella cisterna dove Marion Sylder ha nascosto il cadavere di Kenneth, il padre di John Wesley, collocata nel frutteto selvatico a cui l'anziano dedica ostinatamente e da molto tempo le proprie cure, il vecchio scopre un giorno casualmente il corpo in decomposizione, ma non ne farà parola con nessuno, almeno fino a quando non verrà rinchiuso in un manicomio, dopo essere stato arrestato per danneggiamento di una proprietà federale. Nessun collegamento quindi con il ragazzino che, nel corso delle sue peregrinazioni, fa spesso visita - con altri giovani della zona - all'anziano "Zio Ather", per sentirgli raccontare le sue curiose storie dei tempi andati.

## Edizioni
- Cormac McCarthy, Il guardiano del frutteto, traduzione di Silvia Pareschi, Einaudi, 2002, ISBN 88-06-15992-5.